# Maurecourt
Maurecourt is een gemeente in Frankrijk. Het ligt aan de Oise, een gemeente voordat deze in de Seine uitkomt, in het departement Yvelines, maar grenst aan Val-d'Oise, op 25 km ten noordwesten van het centrum van Parijs.
Er is een station Maurecourt, maar dat ligt in de buurgemeente Andrésy. 

## Kaart
De onderstaande kaart toont de ligging van Maurecourt met de belangrijkste infrastructuur en aangrenzende gemeenten.

## Demografie
Onderstaande figuur toont het verloop van het inwonertal, bron: INSEE-tellingen. 